# Université de l'Europe du Sud-Est
L'université de l'Europe du Sud-Est (en macédonien Југоисточен Европски Универзитет - Тетово, Jugoistočen Evropski Univerzitet - Tetovo ; en albanais Universiteti i Evropës Juglindore) est une université privée de la Macédoine du Nord. Elle a été fondée en 2001 à Tetovo, ville majoritairement albanaise et capitale non officielle des Albanais de Macédoine du Nord, par un accord entre le gouvernement macédonien, la communauté académique locale et des donateurs internationaux. C'est la plus grande université privée du pays et il s'agit, en fait, d'une université à base et à vocation ethnique (communauté albanaise) où les cours sont assurés principalement en langue albanaise. L'université possède un grand campus à Tetovo et un plus petit à Skopje, la capitale du pays.

## Facultés
L'université compte cinq facultés :
- Faculté de sciences contemporaines et de technologies ;
- Faculté de langues, cultures et communications ;
- Faculté de droit ;
- Faculté d'administration publique et de sciences politiques ;
- Faculté d'économie.